# Mrázovka (usedlost)
Mrázovka je název usedlosti na jižním svahu stejnojmenného kopce, v Praze 5 na Smíchově.

## Usedlost Mrázovka
Mrázovka se nachází na smíchovském katastru č. 2312 v ulici Ostrovského č.p. 1866/38. Původní usedlost Mrázovka č.p. 206 zanikla, byla zbořena na začátku 80. let 20. století. Název Mrázovka byl použit také pro sportoviště Sokola I Smíchov, pro tunel pražského okruhu, pro lanovou dráhu od severního úpatí na vrchol kopce, pro bývalou dělnickou osadu na severním svaru Mrázovky, pro park a také pro ulici začínající u Gymnázia Na Zatlance. V okolí kopce Mrázovka se nalézá několik usedlostí a vil: Bertramka, Nikolajka, Pickova vila, Winternitzova vila, Blaženka (dříve Šubertka), Preissova vila a usedlost Cihlářka. V okolí Mrázovky bydlelo několik známých osobností jako např. zpěvák Karel Gott (Nad Bertramkou 2141/18), automobilový závodník Zdeněk Treybal (Nad Bertramkou 2086/9), novinář PhDr. Ondřej Neff a fotograf David Neff (U Mrázovky 3076/1), hudební skladatel JUDr. Jiří Šlitr (U Mrázovky 2640/3), básník Fráňa Šrámek (Fráni Šrámka 2302/15), konstruktér ing. Jan Šusta (U Mrázovky 1877/18), historik prof. PhDr. Ivan Hlaváček, CSc. (U Mrázovky 1950/16),  bankéř Jaroslav Preiss a prezident Antonín Novotný (U Mrázovky 1986/17) atd. V okolí kopce Mrázovka se nachází vilová zástavba, kolonie vil, činžovních vil a rodinných domků převážně z přelomu 19. a 20. století. Kopec Mrázovka se rozkládá mezi Smíchovem, Košířemi a Radlicemi. 
Na samém konci ulice Ostrovského (dříve Vinohradská, za války Štursa Straße a potom krátce Růženy Jesenské), naproti bývalému zimnímu stadionu Nikolajka a nedaleko usedlosti Nikolajka, je nenápadný domek s plochou střechou a se stodolou v zahradě. Od poloviny 19. století sloužila usedlost Mrázovka jako cihelna. Mrázovku, která dala jméno celé oblasti a několika ulicím, v polovině 19. století koupila Pražsko-smíchovská společnost k vyrábění strojních cihel a místo dostalo název V Cihelnách (Ziegelhütte). Cihelna F. Ellenbergra vyráběla až 3 miliony cihel ročně. Obytná patrová budova s rovnou střechou už není trvale obydlena, kolem čtvercového dvora bývala stodola a chlévy se sedlovou a valbovou střechou. V zahradě stojí jen nepoužívaný skleník. Samotný objekt usedlosti s částečně propadlou střechou je dnes ve velmi zuboženém stavu. V zahradě byl postaven nový dům Ostrovského 3184/38a, kde sídlí občasná hospoda Klub Na Věnečku. Tento název klub získal podle pěší cesty, která vede kolem zimního stadionu a usedlosti vzhůru k bývalé usedlosti Šubertka (dnes Blaženka). Díky prudkému stoupání do 250 m n. m. točenou serpentinou se jí říká Věneček popř. Na Věnečku. Budova a pozemek usedlosti je v památkové zóně Smíchov. Parcela s budovou je ve vlastnictví společnosti Nikolajka Development, což mírně naznačuje její možnou budoucnost. 

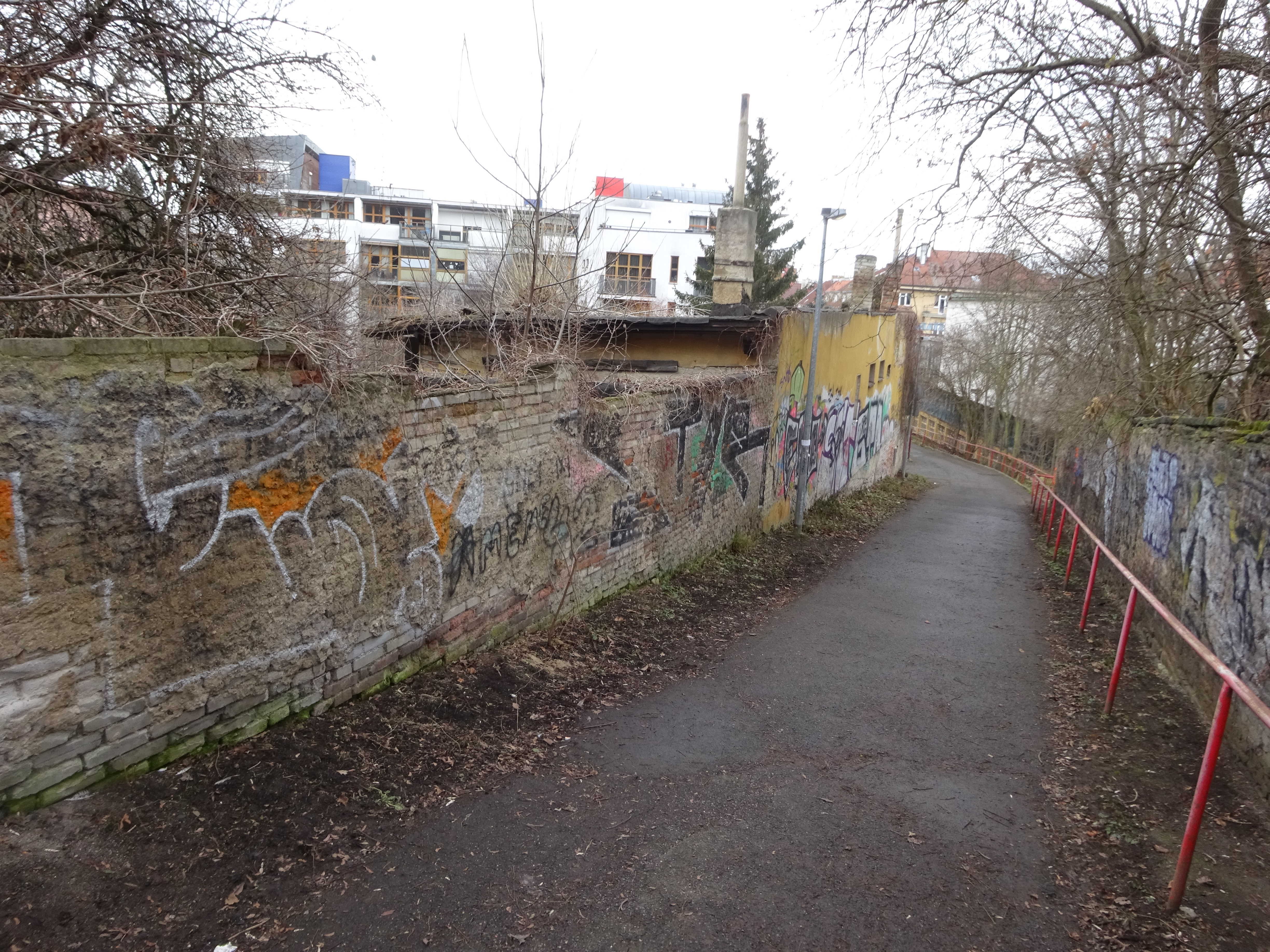
Usedlost Mrázovka od cesty Věnečkem (2025)

Vedle usedlosti podél cesty Věnečkem je zahrádkářská kolonie Českého svazu zahrádkářů (ZO č. 58 Mrázovka). V roce 2024 byl stav této zahrádkářské lokality s několika pozemky a chatkami místy velmi neutěšený. Zahrádky byly v zanedbaném stavu, s potřebou vyklizení, prořezání a celkové kultivace. Rovněž bylo potřeba opravit oplocení, rozvody vody, branky atd. Např. v květnu 2024 byly nabízeny dvě zahrádky o výměrách 271 a 269 m² ovšem za podmínky zajištění sponzorského daru v minimální výši 120 tis. Kč, který by byl použit rekultivaci zahrádek. Na počátku roku 2025 byl stav o poznání lepší. 
Druhým směrem, k centru Smíchova byl do poloviny 80. let 20. století pod usedlostí skladový areál podniku ČKD Tatra Smíchov, do kterého byl vjezd na rohu ulic Ostrovského a Na Zatlance, a v něm stávala smaltovna. Ta byla uváděna pod původním č.p. 206 usedlosti (Na Zatlance 206). Na konci 60. let přímo pod usedlostí část parcely Tatrovka uvolnila a vzniklo zde v akci Z hřiště školy ZDŠ U Santošky 17. Na stavbě se podíleli i žáci školy. Byla vypsána soutěž o nejvyšší počet brigádnických hodin a vítěz soutěže za odměnu dostal od školy fotbalový míč. Se zánikem školy po roce 2001 zaniklo i toto hřiště a byl zde postaven bytový dům. Z hřiště zůstala zachována pouze betonová zídka s plotem, která odděluje bytový dům od cesty. Dvojdům stojí v nově vzniklé ulici Tomkově (č.p. 3166/1 a 3166/3). 
V ulici U Nikolajky 35 byla postavena v roce 2003 vila Mrázovka, která však mimo názvu s původní usedlostí nemá mnoho společného. Developer, architekt (DAM architekti) a investor Mrázovka a.s. pouze příhodně použili název.

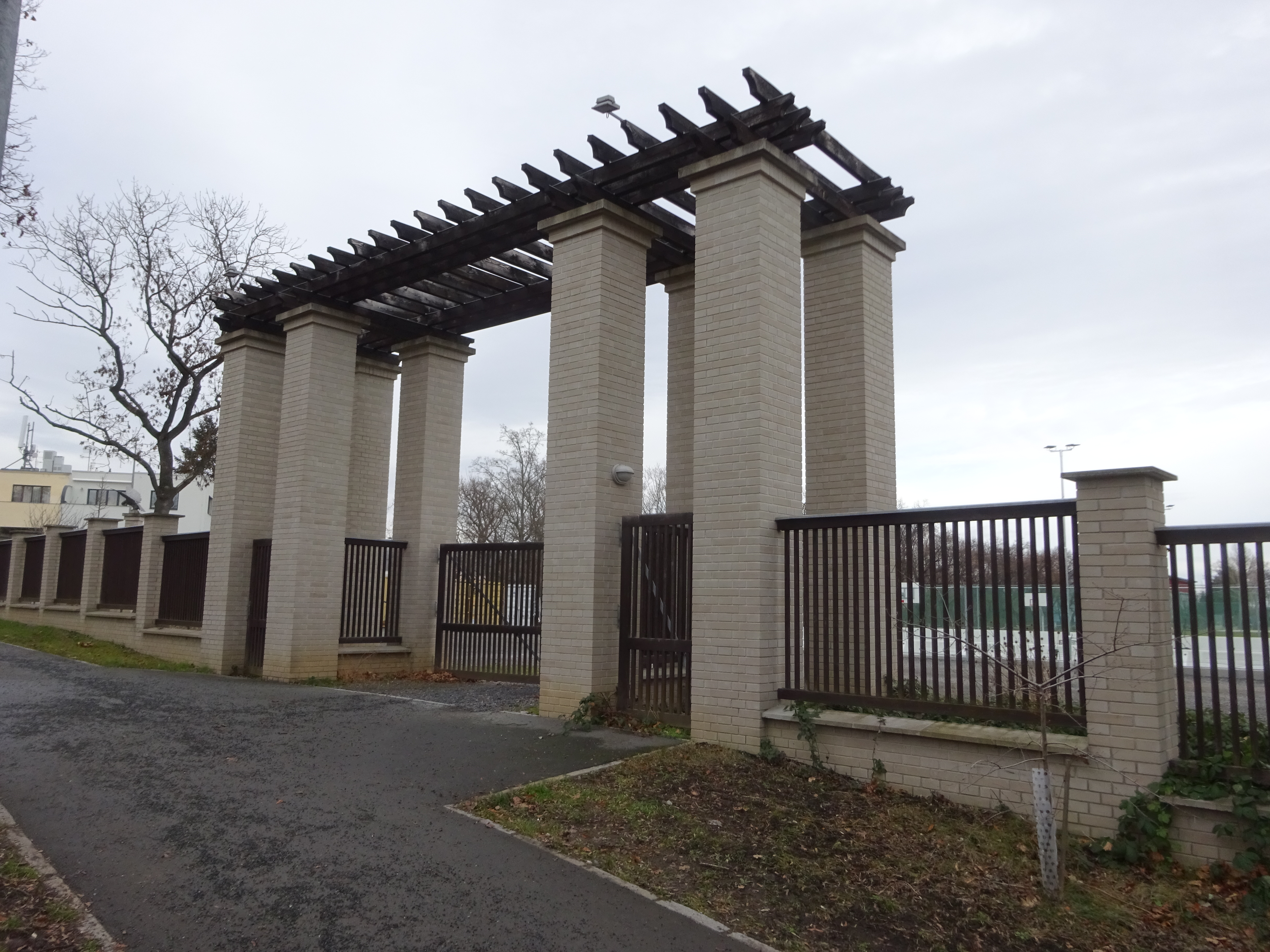
Sportoviště Mrázovka, Brána borců sportovního areálu Sokola I Smíchov (2025)

## Sportoviště Mrázovka
Sportovní areál Mrázovka vlastní Sokol I Smíchov (U Mrázovky 1566), který byl založen v roce 1868. V letech 1948 - 89 byl název Sokol silně nedoporučován (Sokol byl včleněn do jednotné organizace ČSTV), proto byl používán název TJ Závody W. Piecka, později TJ Naftové motory podle výrobního podniku Závody Wilhelma Piecka (ČKD Naftové motory). Fotbalový oddíl Čechie Smíchov "násilně" připojený v roce 1948 k Sokolu Smíchov I se až po roce 1989 oddělil od "Mrázovky". Nicméně fotbalová družstva bývalé Čechie pod názvem TJ Naftové motory pilně využívala v zimní přípravě tělocvičnu na Plzeňské. Od roku 1963 měli fotbalisté vlastní stadion na smíchovské adrese Smrčinská 3346/5. Za fotbalový tým hrávali i Antonín Puč, Antonín Perner, Bohumil Klenovec, Jaroslav Štumpf, Vladimír Šteigl či Tomáš Hrdlička. Od roku 1990 se oba kluby vrátily ke svým původním názvům Čechie a Sokol. Jednota Sokola disponuje budovou sokolovny v Plzeňské ulici 27, ve které se nachází: velká tělocvična s galerií, malý sál vybavený zrcadlovou stěnou, posilovna, loutkové divadélko a další přidružené prostory nutné k plnohodnotnému provozu jednoty. Zde mimo sportovních aktivit Sokol pořádá vždy v lednu taneční zábavy (společenské večery) a dětský maškarní karneval Šibřinky. Druhým celkem, patřícím jednotě, je cvičiště Mrázovka. Jsou zde beach volejbalové kurty, antukové kurty pro tenis, dále travnaté hřiště pro fotbal nebo lakros. Pro běžce je zde běžecký ovál s pilinovou a částečně tartanovou dráhou a pro milovníky petangu je zde speciální hřiště. To vše bylo vybudováno počátkem 21. století, když hotel Mövenpick na části tohoto areálu postavil depandance hotelu s 136 pokoji (nyní jako NH Collection Prague součást hotelu NH Prague City). Hotel leží pod kopcem Mrázovka na adrese Mozartova 261/1. Hotel a depandance byl propojen lanovou dráhou. Výnosy z pronájmu pozemku resp. část nájmu byla uhrazena formou obnovy zchátralého sportovního areálu jednoty ale také z Operačního programu Praha – Konkurenceschopnost umožnily Sokolu I Smíchov vybudovat luxusní sportoviště. V letních měsících v areálu funguje stánek s občerstvením. Pod tenisovými kurty směrem na východ je výhledové místo na Prahu.

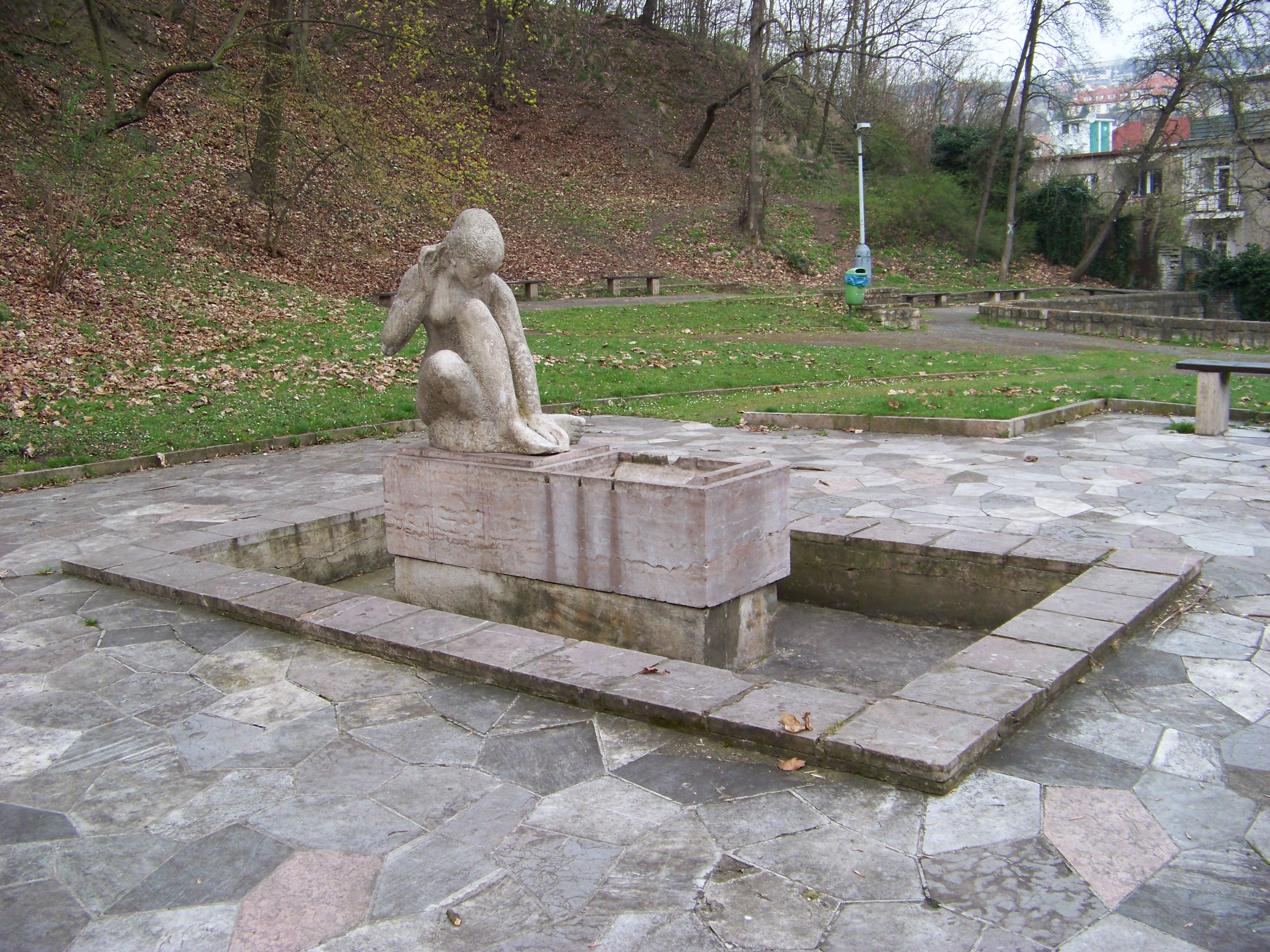
Fontána Živý pramen pod parkem Mrázovka (2014)

Ve 20. století století byla Mrázovka standardním sokolským cvičištěm s impozantní bránou borců. Slavnostnímu otevření 25. května 1924 byl přítomen prezident T.G. Masaryk. Hřiště zaujímalo plochu 27,3 ha. Byla zde dřevěná klubovna se šatnami, před níž bylo antukové volejbalové hřiště, které dnes nahradily tenisové dvorce. V klubovně byly mimo šatem i sprchy, sborovna, skladiště na nářadí a byt sokolníka. Za pozemek bylo zaplaceno 270 000 Kč a na zařízení bylo vynaloženo 750 000 Kč. Po obvodě hřiště byl atletický škvárový ovál (4 dráhy 400 m) a lipová alej, která v roce 2015 byla nominována do soutěže Alej roku. V zimě zde bývalo v příznivých klimatických podmínkách přírodní lední kluziště (s mantinely) pro hokej. To skončilo v roce 1961 s uvedením do provozu nedalekého Zimního stadionu Nikolajka. V létě se zde konaly atletické sportovní hry mládeže a v pravidelných termínech i obvodní spartakiády. Nezřídka si sem chodili v 60. letech zasportovat Emil a Dana Zátopkovi. V rámci hodin tělesné výchovy využívali cviciště i studenti a studentky Gymnasia Na Zatlance. Každý rok se zde také koná (s výjimkou covidových let) běh Mrázovkou - o pohár Starosty Sokola I. Smíchov. Závod dlouhý až 4 km s převýšením 125 m vedený atraktivním prostředím parku Mrázovka, opakované podbíhání lanové dráhy hotelu NH Prague City, v každém kole je mírný seběh parkem a táhlý výběh podél Bertramky. Závod je otevřen pro kategorie od předškoláků až po veterány.

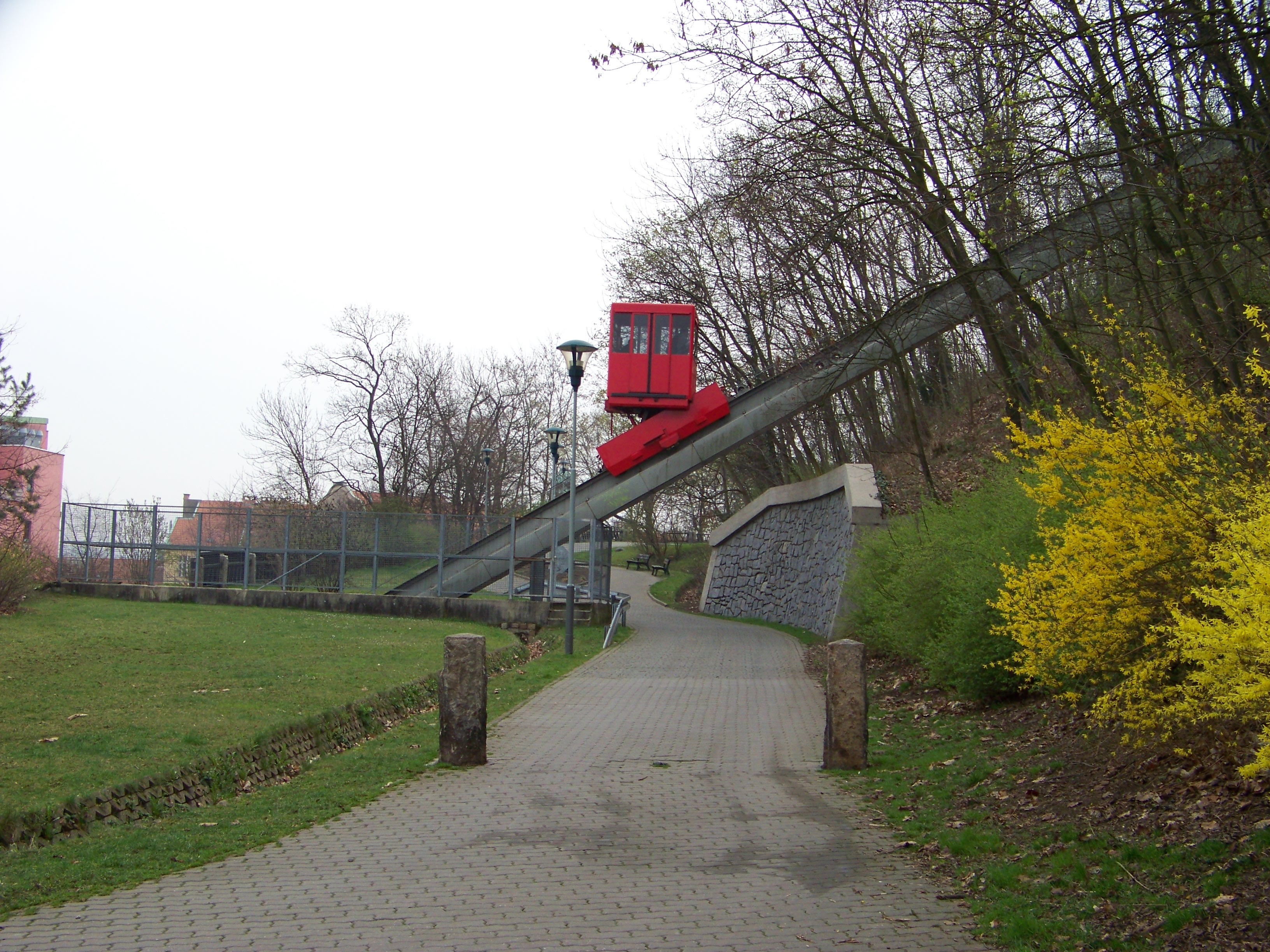
Mrázovka, původní lanovka Doppelmayr (1996-2018)

## Dělnické domky Mrázovka
Tuto vzorovou kolonii typových dělnických domků postavila v letech 1869-70 Společnost pro stavbu bytů v Praze. Byla založena předními podnikateli ze Smíchova a Holešovic: Dormitzerem, Portheimem (Eduard Porges von Portheim), Ringhofferem (František Ringhoffer III.) a Ritterem. Ve stoupání od Bertramky nebo z ulice Poděbradovy (dnes Kováků) bylo ve čtyřech obloukovitých silničkách postaveno 34 jednopatrových dvojdomků. V každém podlaží byly umístěny 2 byty o jednom pokoji a kuchyni se suchým záchodem pro obě rodiny. Při některých domech byly též zahrádky a celá osada byla úhledně upravena. Pro vzhled a úpravnost se osadě lidově říkalo Betlém pro její rozložení po stráni. Přes svoji jednoduchost představovaly domky ve své době vzor progresivního dělnického bydlení. Mezi léty 1896 a 1909 pak přibyly další domy. Ty byly obohaceny o předsíň a spíž, byty měly už vlastní záchody a nejmladší typ domu i koupelny. Na konci svého vývoje měla dělnická kolonie Mrázovka 42 domů se 194 byty. Přes snahu o záchranu byla skupina dělnických domků kolem roku 1981 zbořena.

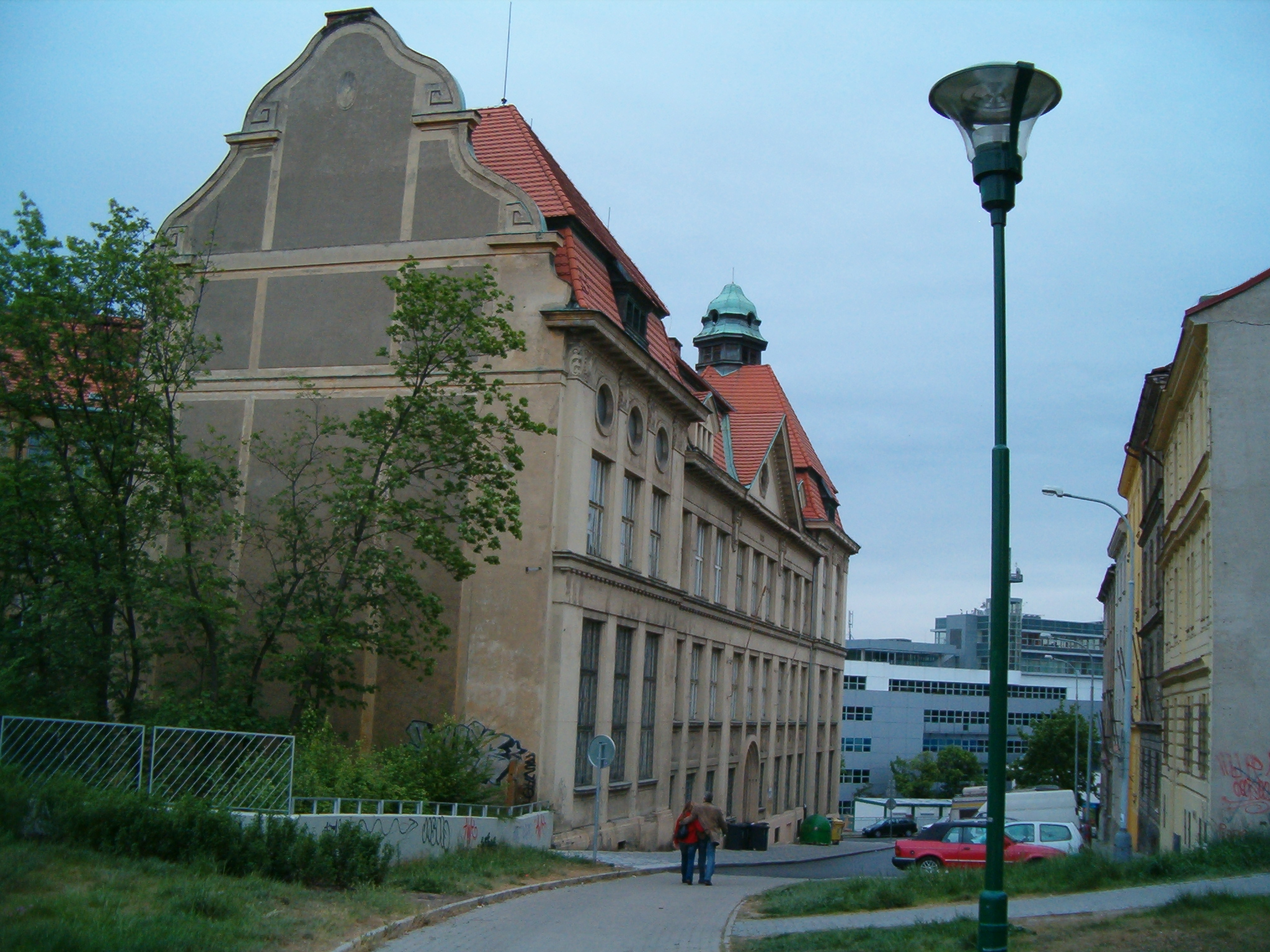
Gymnázium Na Zatlance (vlevo) v ulici Mrázovka (2007)

## Park a ulice Mrázovka
Park vznikl v roce 2006 v místech, kde stávaly dělnické domky. Nejvýraznější prvek parku tvoří lanovka z roku 1996, která spojuje horní a dolní část hotelu NH. Dráha je dlouhá 156 metrů a převýšení činí 51 metrů. Zařízení zkonstruoval rakouský výrobce lanovek a vleků Doppelmayr. Od dubna 2018 byla kabina lanovky nahrazena šikmým výtahem od firmy Inauen-Schätti, jezdícím ve stejné trase. Park prošel od února do listopadu 2023 revitalizaci. V parku jsou dvě dětská hřiště a venkovní posilovna pro dospělé (workoutové hřiště). Na začátku parku v ulici Mrázovka nad vstupním portálem tunelu Mrázovku byla fontána Živý pramen se sochou od Jana Kodeta z roku 1975. Fontánu tvořil mramorový sokl v obdélném bazénku, s tryskou a malou nádržkou na vodu, u které "seděla" plastika schoulené dívky. V letech 2014–2017 socha byla odcizena, o rok později zanikl i zbytek fontány.  
Ulice Mrázovka, která vede parkem až na vrchol kopce, je od vzniku parku pro veřejnou dopravu neprůjezdná. Do jejího uzavření mohli okolojdoucí často spatřit Karla Gotta, který si tudy vozem zkracoval cestu ze Smíchova ke svému bydlišti. Na počátku ulice Mrázovka sídlí v 6 domech 19 firem. Domy od ulice Na Zatlance jsou v levé části ulice, s lichými evidenčními čísly. Pravou část ulice celou zabírá Gymnasium Na Zatlance, kde v krajní části objektu bývala v 60. letech i Lidová škola umění. (tzv. hudebka). Pod ulicí začíná severním portálem tunel Mrázovka. Ulice od gymnasia navazuje na serpentiny kolem bývalých dělnických domků, vede parkem kolem sportoviště Mrázovka a za ním volně navazuje na ulici U Mrázovky. 

## Tunel Mrázovka
Tunel Mrázovka je silniční tunel pod stejnojmenným vrchem v Praze na Smíchově. Byl vybudován v letech 1999-2004. Je dlouhý 1260 m a byl otevřen 26. srpna 2004. Na severní straně mostem přes Plzeňskou ulici navazuje na Strahovský tunel a mimoúrovňovou křižovatkou je propojen s ulicemi Plzeňská a Vrchlického.